# Luigi Roberto Cona

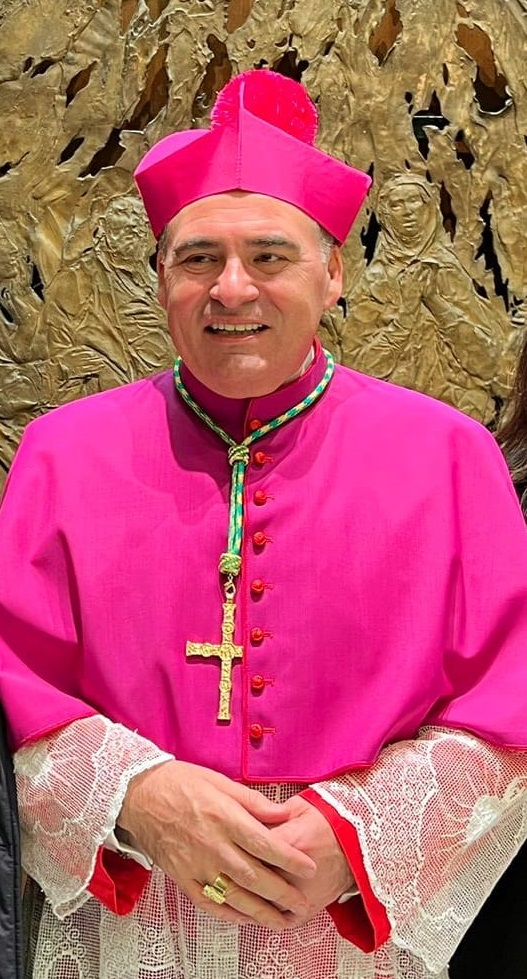
Luigi Roberto Cona, 2022

Wappen von Luigi Roberto Cona

Luigi Roberto Cona (* 10. November 1965 in Niscemi, Provinz Caltanissetta) ist ein italienischer römisch-katholischer Geistlicher, Erzbischof und Diplomat des Heiligen Stuhls.

## Leben
Luigi Roberto Cona studierte nach dem Schulabschluss ab 1984 Philosophie und Katholische Theologie am Theologischen Institut San Paolo in Catania. Am 28. April 1990 empfing Cona in der Kathedrale von Piazza Armerina durch den Bischof von Piazza Armerina, Vincenzo Cirrincione, das Sakrament der Priesterweihe. Nach weiterführenden Studien erwarb er im September 1991 an der Päpstlichen Universität Gregoriana in Rom ein Lizenziat im Fach Dogmatik.
Von Oktober 1991 bis 2001 wirkte Luigi Roberto Cona als Pfarrer der Pfarrei Santa Maria d’Itria in Piazza Armerina. Ferner gehörte er dem Priesterrat des Bistums Piazza Armerina an. Daneben wurde Cona 1999 an der Päpstlichen Universität Gregoriana bei Philip J. Rosato SJ mit der Arbeit Il nesso tra lo Spirito Santo, l’eucaristia e la Chiesa nella teologia cattolica più recente („Die Verbindung zwischen dem Heiligen Geist, der Eucharistie und der Kirche in der neueren katholischen Theologie“) zum Doktor der Theologie im Fach Dogmatik promoviert. Am 1. Juli 2003 trat Luigi Roberto Cona in den diplomatischen Dienst des Heiligen Stuhls ein. Nach der Ausbildung an der Päpstlichen Diplomatenakademie war er an den Nuntiaturen in Panama (2003–2006), Portugal (2006–2008), Äquatorialguinea und Kamerun (2008–2011), Marokko (2012–2014), Jordanien und im Irak (2014–2017) sowie in der Türkei und in Turkmenistan (2017–2018) tätig. 2006 verlieh ihm Papst Benedikt XVI. den Ehrentitel Päpstlicher Ehrenkaplan und Papst Franziskus am 11. November 2016 den Ehrentitel Päpstlicher Ehrenprälat. Ab 2018 war Cona Nuntiaturrat im Dienst der Sektion für Allgemeine Angelegenheiten des Staatssekretariats, deren Assessor er am 24. Oktober 2019 wurde. In dieser Funktion war er zugleich Präsident des Ausschusses für finanzielle Sicherheit (italienisch Comitato di Sicurezza Finanziaria – CoSiFi) der Vatikanischen Finanzinformationsbehörde – ASIF.
Am 26. Oktober 2022 ernannte ihn Papst Franziskus zum Titularerzbischof von Oppidum Consilinum und zum Apostolischen Nuntius in El Salvador. Kardinalstaatssekretär Pietro Parolin spendete ihm am 2. Dezember desselben Jahres im Petersdom die Bischofsweihe; Mitkonsekratoren waren der Substitut des Staatssekretariats, Kurienerzbischof Edgar Peña Parra, und der Bischof von Piazza Armerina, Rosario Gisana.

## Schriften
- Il nesso tra lo Spirito Santo, l’eucaristia e la Chiesa nella teologia cattolica più recente. Rom 2003, OCLC 179847200.